# Rosa Elena Bonilla

Rosa Elena Bonilla

Rosa Elena Bonilla Avila, còn được gọi là Rosa Elena de Lobo (sinh ngày 02 tháng 2 năm 1967), một chính trị gia và nhà thiết kế nội thất người Honduras, là vợ chủ tịch thứ 54 của Honduras, Porfirio Lobo và cựu Đệ nhất phu nhân của Honduras.

## Tiểu sử
Rosa được sinh ra vào ngày 2 tháng 2 năm 1967 tại Tegucigalpa, Honduras với Fernando Bonilla Martínez và Maria Elena Avila. Bà trải qua thời thơ ấu ở khu phố El Basque và học tại "Escuela 14 de julio". Bà tốt nghiệp ngành thiết kế nội thất từ "Học viện Alfa", Tegucigalpa năm 1987.
Đầu những năm 1990, Rosa làm thư ký trong văn phòng của Porfirio Lobo, người lúc đó là giám đốc của Tập đoàn Phát triển Rừng Trinidad (COHDEFOR). Porfirio và Rosa kết hôn năm 1992 và có ba đứa con Amber, Said và Luis Fernando.